# Kelemina
Kelemina je priimek v Sloveniji, ki ga je po podatkih Statističnega urada Republike Slovenije 1. januarja 2022 uporabljalo 85 oseb.

## Znani nosilci priimka
- Branko Kelemina (* 1952), politik
- Doris Križaj (r. Kelemina) (1931—2025), lektorica angelščine
- Jakob Kelemina (1882–1957), filolog, germanist, jezikoslovec in literarni teoretik, univerzitetni profesor